# Европейский бурый медведь
Европейский бурый медведь, также известен как лесной бурый медведь, обыкновенный медведь и в разговорной речи под многими другими именами (лат. Ursus arctos arctos) — подвид бурого медведя, который встречается в большей части Евразии.
Генетическое разнообразие современных бурых медведей (лат. Ursus arctos) интенсивно изучалось на протяжении многих лет и, по-видимому, географически структурировано в пять основных клад на основе анализа мтДНК.

## Описание
Евразийский бурый медведь имеет бурый мех, который варьируется от жёлто-коричневого до тёмно-коричневого, красно-коричневого и в некоторых случаях почти чёрного; альбинизм также был зарегистрирован. Мех густой до разной степени, и волосы могут расти до 10 см в длину. Голова, как правило, довольно круглая, с относительно небольшими округлыми ушами, широким черепом и ртом с 42 зубами, включая хищные. Он имеет мощную костную структуру и большие лапы с когтями, длина которых может достигать 10 см. Их продолжительность жизни составляет от 20 до 30 лет в дикой природе.
Масса варьируется в зависимости от среды обитания и времени года. Взрослые самцы достигают массы в 320–350 кг, в редких случаях крупнее. Максимальная зарегистрированная масса составляет 481 кг. Самки меньше самцов и достигают массы в 150–250 кг. Максимальная длина черепа у самцов составляет 32,5–38,8 см, у самок — 30,1–33,6 см. Ширина черепа в области скуловых дуг у самцов варьируется от 20,7 до 23,1 см, у самок — от 17,4 до 19,2 см.